# Hospital Monkole

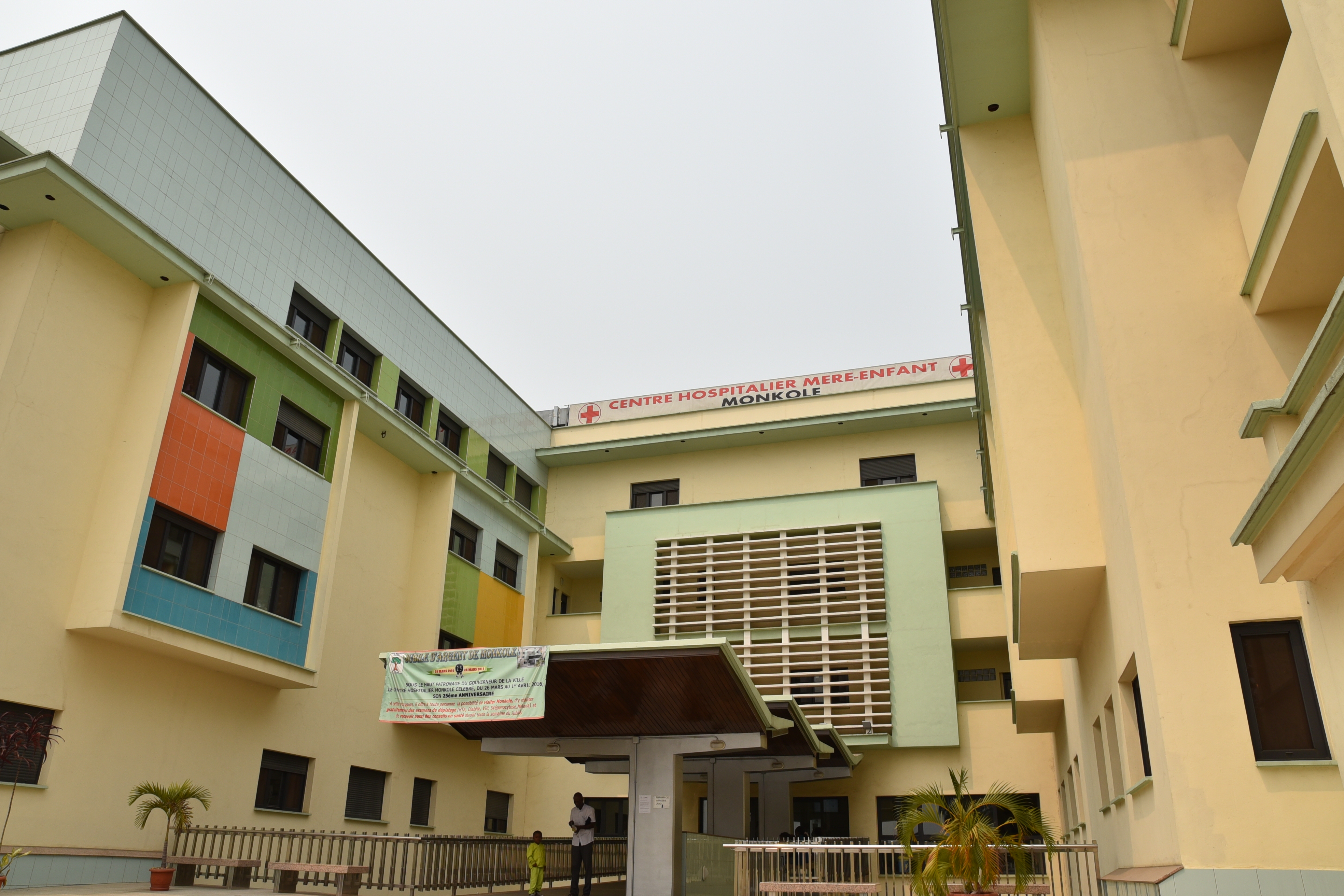
Fachada del hospital Monkole

El Hospital Monkole (en francés: Centre Hospitalier Mère-Enfant Monkole) es un hospital situado en el oeste de Kinsasa, en la República Democrática del Congo, ciudad que tiene doce millones de habitantes y una renta per cápita estimada en tan solo 348 dólares anuales. El nombre Monkole es una manera de llamar al barrio situado a las afueras de la ciudad llamado Mont-Ngafula, donde se encuentra este hospital. Es un hospital general pero se dedica especialmente a la salud materno-infantil, la formación de profesionales y la lucha contra las enfermedades tropicales.
Monkole fue el primer hospital del Congo que proporcionaba la comida a los enfermos ingresados ya en los demás hospitales era la familia la que se encargaba de llevársela a los enfermos. De Monkole dependen tres Centros de Salud, llamados dispensarios, en la periferia de Kinsasa, donde hay gran cantidad de población con muy escasos recursos, con un porcentaje de gente joven muy alto. Por esto, el Centro proporciona medicinas a precios muy bajos, a un 25% de su valor para que, si se necesitan estas medicinas, su adquisición no suponga un impedimento para conseguir otros elementos vitales como puede ser la comida.
Los médicos y enfermeras de Kinshasa luchan desde 1991 contra enfermedades como el paludismo, la tuberculosis o el sida.

## Historia

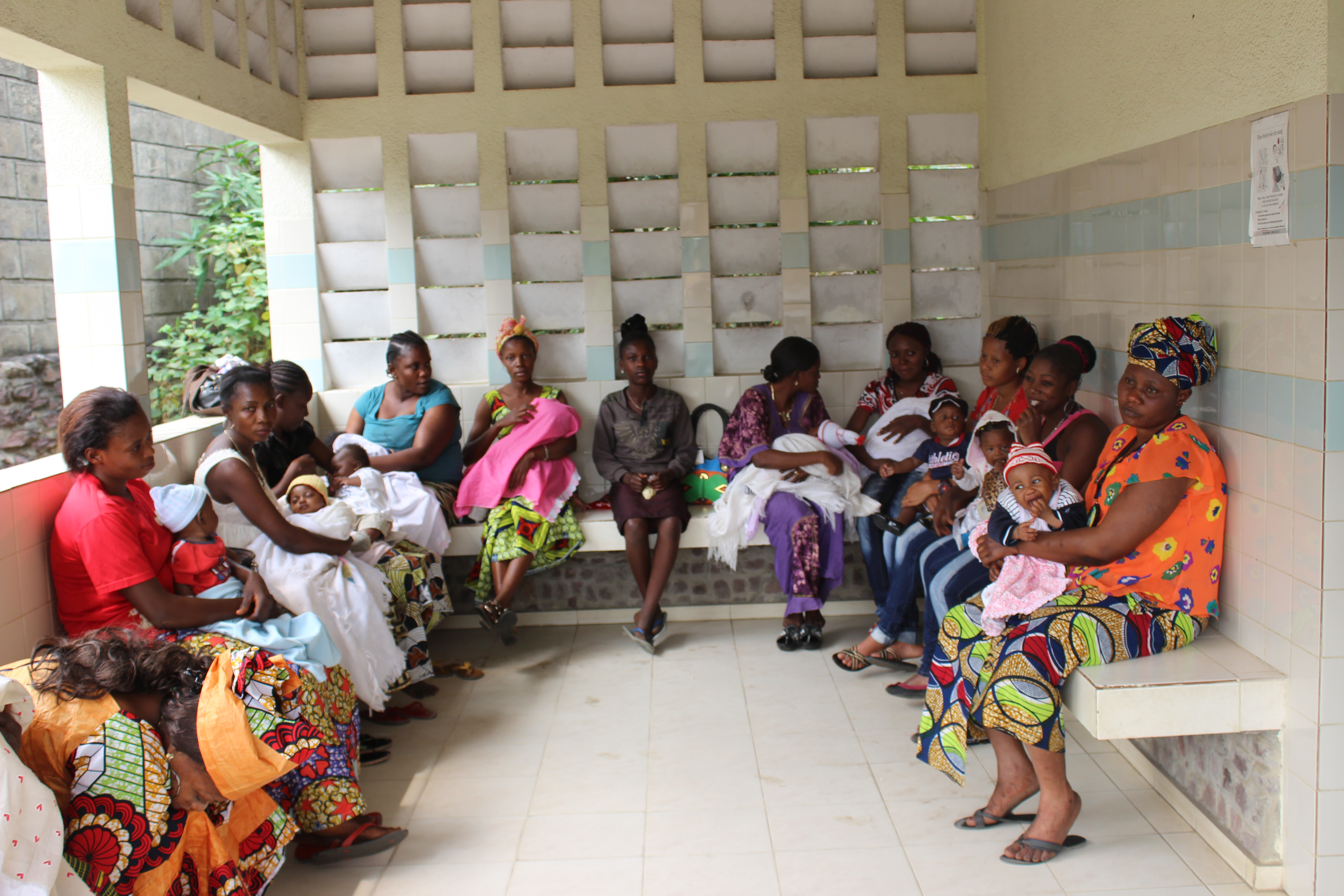
Sala de espera de maternidad

En abril de 1991 se inició un dispensario con una ONG de Congo, que más tarde sería convertido en hospital a petición del Ministerio de Sanidad del país. Desde 2001 es el hospital de referencia del barrio Mont-Ngafula, donde está situado, una zona con más de 500 000 habitantes. Desde 2014 es hospital general de referencia. Para llevar a cabo el proyecto, en 1997 contó con el apoyo de la ONG Onay, con el apoyo de AECID y del Gobierno de Navarra.
En 2009 el hospital realizó 4000 operaciones y atendió a más de 45 000 personas. El modelo social de Monkole se basa en que pagan más los más ricos, por lo que el 20% de los pacientes subvencionan el 80% restante, con el objetivo de evitar que los pobres no sean atendidos correctamente. Monkole es el único hospital del país que atiende a todos los pacientes, independientemente de sus recursos.
Desde que en sus comienzos en 1991 Monkole comenzara su actividad hospitalaria a través de unos barracones como sede, se ha convertido en uno de los centros de referencia del país y cuenta con una unidad de neonatología y cuidados intensivos  pediátricos, donde se atienden anualmente a 100 000 niños congoleños.
El hospital es de inspiración cristiana y la atención pastoral católica de los pacientes que lo desean está confiada al Opus Dei. De hecho, en 1989, en una visita al Congo de Álvaro del Portillo (1975-1994), en ese momento prelado, animó a un grupo de profesionales a dedicarse al sector sanitario.

## Proyectos
Entre los proyectos que se llevan a cabo en Monkole, se encuentra Forfait Mamá, un proyecto que nació en la primera década del siglo XX, con el objetivo de ayudar en el parto a mujeres embarazadas sin recursos económicos. Desde entonces han ayudado a más de mil madres.
La «Fundación de Amigos de Monkole» es la organización que tiene como compromiso la financiación del hospital y centros de salud periféricos y su misión es favorecer el acceso a una sanidad de calidad de personas sin recursos de África con el mantenimiento de sus valores, identidad y cultura propias.
La formación en cuidados de enfermería de neonatología es otro de los proyectos enfocados a mejorar la formación de personal del hospital en esta materia. Se trata de cursos teóricos con apoyo de material audiovisual y prácticas en la unidad de neonatología del centro con una duración de 50 horas de formación a 15 enfermeras del Hospital de Monkole y a 10 enfermeras de neonatología de otros hospitales de la zona. Los contenidos son variados pero se centran principalmente en los cuidados centrados en el desarrollo, accesos venosos, alimentación, la participación de los padres en el servicio y la monitorización, utilización y mantenimiento de dispositivos como incubadoras o  respiradores.